# Сяраті
Сяраті (російське ім'я — Пирерка Антон Петрович, 7 грудня 1905 — 22 вересня 1941) — перший ненецький академічний вчений-лінгвіст, перекладач, фольклорист, літератор. Брав участь у заснуванні Ненецького автономного округу.  

## Життєпис
Народився в Большеземельській тундрі в родині оленяра Пата.
У шість років залишився сиротою і його родич Сясько Пирерка кинув його разом з трирічною сестрою в селі Йокуше.  
Діти були усиновлені іншим ненцем, який вчив дітей і розповідав їм народні ненецькі загадки, казки і билиці. Пізніше їх прихистив старий рибалка на прізвисько «Штукатур» із Оксіно. Він влаштував дітей в церковно-парафіяльну школу в Тельвісці. Там вони навчилися грамоті, ставши одними з небагатьох грамотних ненців того часу. Після декількох років праці на Обі до Сяраті та його сестри повернувся їхній старший брат. Він забрав їх до себе і вони повернулися Сяська, що кинув їх раніше на батрацьку працю. 
У 1925 працював пастухом в кооперативі «Кочівник» на Югорському Шарі, де познайомився з полярниками. Їх вразила грамотність Сяраті і вони порадили йому продовжити навчання. Кооператив направив його на курси оленярів в Усть-Цильмі. 
У 1926 направленийна навчання в Москву. Спочатку навчання давалося йому важко, але він був натхнений ідеєю створення культурних ненців, здатних читати на своєю мовою. Сяраті розпочав наукове дослідження ненецької мови, а також навчився говорити мовою комі. 
У 1929 брав участь в комісії з організації Ненецького автономного округу, і селища Харп. У тому ж році познайомився зі своєю майбутньою дружиною, Наталією Терещенко, яка працювала вчителькою в ненецькій школі в Тельвісці. 
У 1932, після закінчення навчання в Москві, став аспірантом Інституту народів Півночі в Санкт-Петербурзі. Брав участь у створенні ненецької писемності і перших підручників для ненецьких шкіл. Автор автобіографічної повісті «Молодший син Ведо» (написана в 1940, опублікована в 1949) і перекладів поезій ненецькою мовою. Під редакцією Сяраті видані перший ненецько-російський словник і збірки ненецького фольклору. 
Загинув у Другій світовій війні восени 1941 в Стрельні. Точні час і місце смерті вченого невідомі. Офіційно він вважається зниклим безвісти. Вдова Сяраті вважає датою його смерті 15 жовтня. 

## Пам'ять
Іменем Сяраті названі вулиця в Нар'ян-Марі і школа-інтернат. На будівлі Ненецької окружної бібліотеки йому присвячена меморіальна дошка. 